# Pahres
Pahres ([ˈpaːʁəs] ) ist ein Gemeindeteil der Gemeinde Gutenstetten im Landkreis Neustadt an der Aisch-Bad Windsheim (Mittelfranken, Bayern). Die Gemarkung Pahres hat eine Fläche von 4,220 km². Sie ist in 460 Flurstücke aufgeteilt, die eine durchschnittliche Fläche von 9174,24 m² haben.

## Geographie
Das Dorf liegt am südlichen Aischufer. Etwa 1 km südlich erhebt sich der Ziegenhoferberg (333 m ü. NHN). Die Kreisstraße NEA 12 führt nach Reinhardshofen (0,8 km nördlich) bzw. zur Bundesstraße 470 (1 km südwestlich). Eine Gemeindeverbindungsstraße führt ebenfalls zur B 470 (0,6 km südöstlich).

## Geschichte
Der Ort entstand um 800 als slawische Rodungssiedlung. Hierauf verweist der Ortsname, der auf das altslawische Wort „parězъ“ zurückzuführen ist, das Waldschlag bedeutet. 1232 wurde der Ort als „Paris“ erstmals urkundlich erwähnt. Ursprünglich gehörte der Ort zum Hochstift Würzburg. 1303/17 verlieh dieses Conrad und Hartung von „Paris“ den Zehnten. 1317/22 gehörte Gutend von Seckendorff der halbe Zehnten im Ort, daneben zwei Wiesen gemeinsam mit einem Herrn Hörauf und ein Lehen gemeinsam mit seinen Brüdern Arnold und Aberdar von Seckendorff. Bis 1356 waren auch die Herren von Hohenlohe im Ort begütert. 1356 belieh Gerlach von Hohenlohe den Kunz von Seckendorff mit der Mühle in Pahres. Daneben waren die Klöster Birkenfeld, Münchaurach und Münchsteinach und die Reichsstadt Nürnberg im Ort begütert. Im Urbar der Burggrafschaft Nürnberg des Jahres 1361/64 wurde auch burggräflicher Besitz angegeben, der seit 1427 brandenburg-kulmbachisch wurde.
Seit 1663 ist die Privatbrauerei Hofmann belegt.
Gegen Ende des 18. Jahrhunderts gab es in Pahres 25 Anwesen. Das Hochgericht und die Dorf- und Gemeindeherrschaft übte das brandenburg-bayreuthische Kasten- und Jurisdiktionsamt Dachsbach aus. Grundherren waren das Fürstentum Bayreuth (21 Anwesen; Kasten- und Jurisdiktionsamt Dachsbach: 1 Braustatt, 1 Schmiede, 1 Gut, 1 Haus; Kastenamt Neustadt an der Aisch: 1 Häckersgut, 1 Häuslein, Synagoge; Klosteramt Münchsteinach: 2 Tropfhäuslein, 1 Haus, 4 Häuslein; Klosteramt Münchaurach: 1 Gut, 2 Halbgüter; Klosteramt Birkenfeld: 1 Widumsgut, 2 Gütlein), das Landesalmosenamt der Reichsstadt Nürnberg (1 Halbhof, 2 Güter) und der Nürnberger Eigenherr Haller von Hallerstein (1 Hof).
Von 1797 bis 1810 unterstand der Ort dem Justizamt Dachsbach und Kammeramt Neustadt. Im Jahre 1810 kam Pahres an das Königreich Bayern. Im Rahmen des Gemeindeedikts wurde Pahres 1811 dem Steuerdistrikt Gutenstetten zugeordnet. Im Jahre 1813 entstand die Ruralgemeinde Pahres, zu der Eckenhof, Rappoldshofen, Reinhardshofen und Ziegenhof gehörten. Mit dem Zweiten Gemeindeedikt (1818) wurde die Ruralgemeinde Pahres aufgelöst:
- Eckenhof zur Ruralgemeinde Gerhardshofen;
- Ruralgemeinde Pahres mit Ziegenhof;
- Ruralgemeinde Reinhardshofen mit Rappoldshofen.[9][10]

Die Ruralgemeinde Pahres war in Verwaltung und Gerichtsbarkeit dem Landgericht Neustadt an der Aisch zugeordnet und in der Finanzverwaltung dem Rentamt Neustadt an der Aisch (1919 in Finanzamt Neustadt an der Aisch umbenannt, seit 1972 Finanzamt Uffenheim). Ab 1862 gehörte Pahres zum Bezirksamt Neustadt an der Aisch (1939 in Landkreis Neustadt an der Aisch umbenannt). Die Gerichtsbarkeit blieb beim Landgericht Neustadt an der Aisch (1879 in das Amtsgericht Neustadt an der Aisch umgewandelt). Die Gemeinde hatte 1964 eine Gebietsfläche von 4,204 km².
Am 1. Juli 1972 wurde Pahres im Zuge der Gebietsreform in Bayern nach Gutenstetten eingemeindet.

### Baudenkmäler
- Haus Nr. 4: eingeschossiges Wohnstallhaus, 18. Jahrhundert; Satteldach mit Fledermausgauben, Ecklisenen, Gurtbänder auch im Giebel; horizontal zweigeteilte Haustür mit aufgedoppelten Rauten[15]
- Haus Nr. 5: eingeschossiges Wohnstallhaus, Haustür wie an Nr. 4; 18. Jahrhundert[15]
- Haus Nr. 15: eingeschossiges Wohnstallhaus, Erdgeschoss verputzt, Giebel Fachwerk; Haustür horizontal geteilt, aufgedoppelte Rauten; Mitte 18. Jahrhundert[15]
- Haus Nr. 21 (= Am Wiesengrund 2): Mühle[16]
- Haus Nr. 40/401⁄2 (= Neustädter Str. 2/4): Doppelhaus[16]

### Einwohnerentwicklung
| Jahr      | 1818   | 1840   | 1852   | 1855   | 1861   | 1867   | 1871   | 1875   | 1880   | 1885   | 1890   | 1895   | 1900   | 1905   | 1910   | 1919   | 1925   | 1933   | 1939   | 1946   | 1950   | 1952   | 1961   | 1970   | 1987  |
| Einwohner | 211    | 266    | 254    | 237    | 218    | 212    | 216    | 208    | 188    | 182    | 164    | 152    | 137    | 143    | 149    | 149    | 138    | 137    | 124    | 197    | 215    | 189    | 162    | 141    | 119   |
| Häuser    | 36     | 41     |        |        |        |        | 43     |        |        | 39     | 38     |        | 36     |        |        |        | 30     |        |        |        | 32     |        | 33     |        | 29    |
| Quelle    | [ 18 ] | [ 19 ] | [ 20 ] | [ 20 ] | [ 21 ] | [ 22 ] | [ 23 ] | [ 24 ] | [ 25 ] | [ 26 ] | [ 27 ] | [ 20 ] | [ 28 ] | [ 20 ] | [ 29 ] | [ 20 ] | [ 30 ] | [ 20 ] | [ 20 ] | [ 20 ] | [ 31 ] | [ 20 ] | [ 12 ] | [ 32 ] | [ 2 ] |

## Religion
Pahres ist seit der Reformation evangelisch-lutherisch geprägt und gehört bis heute zur Kirchengemeinde St. Kilian (Reinhardshofen), die eine Filiale von St. Johannes Baptist und Laurentius (Gutenstetten) ist.
Nachdem 1818 im Königreich Bayern dem Judentum das Recht zur Religionsausübung zugesichert worden war, wurde in Pahres für 4313 Gulden eine Synagoge erbaut. Diese wurde mangels Bedarfes 1880 nach Neustadt verlegt, wo sich seit 1864 wieder Juden niedergelassen hatten, die zunächst der Israelitischen Kultusgemeinde Diespeck angehörten.

## Persönlichkeiten
Aus Pahres stammt der als Sohn eines Brauereibesitzers geborene Dachsbacher und Neustädter Arzt, Nürnberg-Fürther Gerichtsarzt und Erlangener und Münchner Universitätsprofessor Moritz Hofmann (1843–1906).